# Al Hamriyah Club
Al Hamriyah Club es un equipo de Fútbol de los Emiratos Árabes Unidos fundado en 1984 en Sharjah y que juega en la División 1 de EAU, la segunda división nacional.